# J. Edward Bromberg
Pour les articles homonymes, voir Bromberg (homonymie).
Joseph Edward Bromberg dit J. Edward Bromberg est un acteur américain d'origine hongroise né le 25 décembre 1903 à Temesvár (Roumanie, alors en Autriche-Hongrie), décédé le 6 décembre 1951 à Londres (Royaume-Uni).
Il fut une des victimes du maccarthysme et inscrit sur la liste noire du cinéma.

## Filmographie
- 1936 : Sous deux drapeaux (Under two flags) de Frank Lloyd : Col. Ferol
- 1936 : Le Chant des cloches (Sins of Man) d'Otto Brower et Gregory Ratoff : Anton Engel
- 1936 : The Crime of Dr. Forbes de George Marshall : Dr Eric Godfrey
- 1936 : Dortoir de jeunes filles (Girls Dormitory) d'Irving Cummings : Dr Spindler
- 1936 : Star for a Night (en) de Lewis Seiler : Doctor Spelimeyer
- 1936 : Quatre Femmes à la recherche du bonheur (Ladies in Love) d'Edward H. Griffith : Franz Brenner aka Brenner the Cockroach
- 1936 : Reunion de Norman Taurog : Charles Renard
- 1936 : Ching-Ching (Stowaway), de William A. Seiter : Jude J.D. Booth
- 1937 : Fair Warning (en) de Norman Foster : Matthew Jericho
- 1937 : L'Heure suprême (Seventh Heaven) de Henry King : Aristide l'astrologue
- 1937 : That I May Live d'Allan Dwan : Tex Shapiro
- 1937 : Charlie Chan à Broadway (Charlie Chan on Broadway) d'Eugene Forde : Murdock, Editor New York Bulletin
- 1937 : J'ai deux maris (Second honeymoon) de Walter Lang : Herbie
- 1938 : La Baronne et son valet (The Baroness and the Butler) de Walter Lang : Zorda
- 1938 : Sally, Irene and Mary (en) de William A. Seiter : Pawnbroker
- 1938 : Mam'zelle vedette (Rebecca of Sunnybrook Farm) d'Allan Dwan : Doctor Hill
- 1938 : Quatre Hommes et une prière (Four Men and a Prayer) de John Ford : Gen. Torres
- 1938 : One Wild Night d'Eugene Forde : Norman
- 1938 : M. Moto court sa chance (Mr. Moto Takes a Chance) de Norman Foster : Rajah Ali
- 1938 : Pour un million (I'll Give a Million) de Walter Lang : éditeur
- 1938 : Suez d'Allan Dwan : Prince Said
- 1939 : Le Brigand bien-aimé (Jesse James) d'Henry King et Irving Cummings : Mr. Runyan
- 1939 : Wife, Husband and Friend (en) de Gregory Ratoff : Rossi
- 1939 : Three Sons (en) de Jack Hively : Abe Ullman
- 1939 : Hollywood Cavalcade d'Irving Cummings : Dave Spingold
- 1940 : Le Cargo maudit (Strange cargo) de Frank Borzage : Flaubert
- 1940 : Le Retour de Frank James (The Return of Frank James) de Fritz Lang : George Runyan
- 1940 : Le Signe de Zorro (The Mark of Zorro) de Rouben Mamoulian : Don Luis Quintero
- 1941 : Dance Hall (en) de Irving Pichel : Max Brandon
- 1941 : Hurricane Smith (en) de Bernard Vorhaus : Eggs Bonelli
- 1941 : The Devil Pays Off de John H. Auer : Arnold DeBrock
- 1941 : Pacific Blackout (en) de Ralph Murphy : Pickpocket
- 1942 : L'Agent invisible (Invisible Agent) d'Edwin L. Marin : Karl Heiser
- 1942 : Halfway to Shanghai (en) de John Rawlins : Maj. U. Vinpore
- 1942 : Life Begins at Eight-Thirty de Irving Pichel : Sid Gordon
- 1942 : Quelque part en France (Reunion in France) de Jules Dassin : Durand, a French policeman
- 1942 : Tennessee Johnson de William Dieterle : Coke
- 1943 : L'Étrangleur (Lady of Burlesque) de William A. Wellman : S.B. Foss
- 1943 : Le Fantôme de l'Opéra (Phantom of the Opera) d'Arthur Lubin : Amiot
- 1943 : Le Fils de Dracula de Robert Siodmak : Professor Lazlo
- 1944 : Les Flirts des Corrigans (Chip Off the Old Block) : Blaney Wright
- 1944 : Une voix dans la tempête (Voice in the Wind) d'Arthur Ripley : Dr Hoffman
- 1945 : Les Amours de Salomé (Salome Where She Danced) de Charles Lamont : Prof. Max
- 1945 : The Missing Corpse (en) d'Albert Herman : Henry Kruger
- 1945 : Easy to Look at (en) de Ford Beebe : Gustav
- 1945 : Pillow of Death de Wallace Fox : Julian Julian
- 1946 : Tanger (Tangier), de George Waggner : Alec Rocco
- 1946 : The Walls Came Tumbling Down (en) de Robert Anton Wilson : Ernst Helms
- 1946 : Cape et Poignard (Cloak and Dagger) de Fritz Lang : Trenk
- 1947 : L'Amazone de la jungle (en) (Queen of the Amazons) d'Edward Finney (en) : Gabby
- 1948 : Arc de Triomphe (Arch of Triumph) de Lewis Milestone : Hotel manager at the Verdun
- 1948 : Si bémol et fa dièse (A Song Is Born) de Howard Hawks : Dr Elfini
- 1949 : J'ai tué Jesse James (I Shot Jesse James) de Samuel Fuller : Harry Kane
- 1950 : Le Criminel mystérieux (Guilty Bystander) de Joseph Lerner : Varkas